# Neodexiopsis setipuncta
Neodexiopsis setipuncta är en tvåvingeart som beskrevs av John Otterbein Snyder 1957. Neodexiopsis setipuncta ingår i släktet Neodexiopsis och familjen husflugor. Inga underarter finns listade i Catalogue of Life.